# Joaquín Vigueras Cánovas
Joaquín Vigueras Cánovas  (nacido en Ceutí provincia de Murcia, España, 28 de abril de 1978) Ha sido entrenador de fútbol español. Fue secretario técnico del Lorca Deportiva, construyendo un equipo en tan solo 20 días, quedando segundo clasificado en el segundo grupo, el Lorca jugó play off y quedó eliminado contra el Villarreal en la segunda eliminatoria. En la actualidad es agente FIFA con el número 798 y es gerente de la sociedad Joaquín Vigueras Sports,S.L. para la representación de futbolistas, donde tiene jugadores bastante contrastados.

## Trayectoria como entrenador
| Equipo               | País   | Año       |
| -------------------- | ------ | --------- |
| AD Santiago el Mayor | España | 2006-2008 |
| Lorca Deportiva CF   | España | 2008-2009 |